# The Good Nurse
The Good Nurse è un film del 2022 diretto da Tobias Lindholm.
La pellicola, tratta dall'omonimo libro di Charles Graeber, è incentrata sull'arresto del serial killer statunitense Charles Cullen.

## Trama
Amy Loughren è un'ottima infermiera che lavora duramente per crescere le figlie da sola pur essendo affetta da una patologia cardiaca. La donna trova un inaspettato sollievo ed aiuto nel nuovo collega Charlie Cullen, con cui stringe una profonda amicizia durante i lunghi turni notturni in ospedale. Tuttavia, il precario equilibrio nella vita di Amy va in frantumi quando Charlie diventa il principale sospettato per una serie di misteriose morti di pazienti nel loro reparto di Terapia Intensiva.
Confortati dalle confidenze di Amy, gli inquirenti battono a fondo la pista di Cullen, scoprendo che l'uomo ha cambiato continuamente posto di lavoro e ogni struttura contattata non dà dettagli riguardo al licenziamento o allontanamento che lo ha riguardato. 
Amy trova tutte le conferme che temeva e quando Charles è licenziato anche dal suo ospedale non sa che fare. Quindi l'uomo trova una nuova occupazione e allora la polizia lo arresta ma, non avendo alcuna prova spendibile a suo carico, rischia di doverlo rilasciare entro poche ore.
Amy, a rischio della sua stessa salute, si fa forza e in un colloquio di fronte alla polizia riesce a far confessare a Cullen i propri insensati omicidi.
Apprendiamo quindi che l'uomo confesserà poi di essere stato responsabile di 18 morti avvenute nei reparti in cui ha lavorato, ma pare che nei sedici anni di operatività in innumerevoli strutture sparse tra la Pennsylvania e il New Jersey Cullen possa aver ucciso circa 400 persone. Nessuna struttura ospedaliera ha avuto conseguenze legali per le morti di queste persone. Da parte sua Amy ha maturato l'assicurazione sanitaria che le ha permesso di operarsi e ora vive in Florida vicino alle figlie e ai nipoti.

## Produzione
La riprese principali sono cominciate il 12 aprile 2021 a Stamford, nel Connecticut.

## Promozione
Il primo trailer del film è stato pubblicato il 7 settembre 2022.

## Distribuzione
La prima del film è avvenuta l'11 settembre 2022 in occasione del Toronto International Film Festival e successivamente la pellicola è stata resa disponibile su Netflix dal 26 ottobre dello stesso anno.

## Accoglienza
Sull'aggregatore Rotten Tomatoes il film riceve il 75% delle recensioni professionali positive con un voto medio di 6.6 su 10 basato su 162 critiche, mentre su Metacritic ottiene un punteggio di 65 su 100 basato su 38 critiche.

## Riconoscimenti
- 2023 - Golden Globe
  - Candidatura per il miglior attore non protagonista a Eddie Redmayne
- 2023 - BAFTA
  - Candidatura per il miglior attore non protagonista a Eddie Redmayne
- 2023 - Satellite Award
  - Candidatura per la miglior attrice a Jessica Chastain
  - Candidatura per il miglior attore non protagonista a Eddie Redmayne
- 2023 - Screen Actors Guild Award
  - Candidatura per il miglior attore non protagonista cinematografico a Eddie Redmayne